# Elijahu Moše Ganchovski
Elijahu Moše Ganchovski (hebrejsky: אליהו-משה גנחובסקי;‎ 23. června 1900 – 19. července 1971) byl sionistický aktivista, izraelský politik a poslanec Knesetu za strany Sjednocená náboženská fronta a ha-Po'el ha-Mizrachi.

## Biografie
Narodil se v obci Grajewo v tehdejší Ruské říši (dnes Polsko). Vystudoval rabínský seminář v Berlíně. V roce 1932 přesídlil do dnešního Izraele.

## Politická dráha
V roce 1923 patřil mezi zakladatele náboženského sionistického hnutí. V roce 1926 se podílel na vzniku ha-Po'el ha-Mizrachi na kongresu v Antverpách. Byl viceprezidentem sionistické organizace v Belgii. V letech 1933–1942 byl členem světového ústředního výboru ha-Po'el ha-Mizrachi. Patřil mezi zakladatele periodika ha-Cofe.
V izraelském parlamentu zasedl poprvé už po volbách v roce 1949, kdy kandidoval za Sjednocenou náboženskou frontu. Byl členem výboru pro veřejné služby, výboru finančního a výboru mandátního. Mandát obhájil ve volbách v roce 1951, tentokrát na kandidátce ha-Po'el ha-Mizrachi. Byl členem parlamentního výboru pro vzdělávání a kulturu, výboru pro veřejné služby a finančního výboru.